# Carol Connors (chanteuse)
Carol Connors (née Annette Kleinbard le 13 novembre 1940) est une auteure-compositrice-interprète américaine. Elle est surtout connue comme la chanteuse principale du single des Teddy Bears , " To Know Him Is To Love Him ", qui a été écrit par son compagnon de groupe Phil Spector .

## Biographie

### Jeunesse
Connors est née Annette Kleinbard le 13 novembre 1940 au Nouveau-Brunswick. Ses parents étaient des Juifs polonais. Elle a perdu de nombreux proches dans l'Holocauste. Elle a fréquenté le lycée Fairfax à Los Angeles, en Californie.

### Carrière
Elle était la chanteuse principale du trio vocal pop connu sous le nom de Teddy Bears, qui comprenait également Phil Spector. Le seul succès majeur des Teddy Bears, " To Know Him Is To Love Him ", que Spector a écrit spécifiquement pour mettre en valeur la voix de Connors, a atteint la première place du Billboard Hot 100 à la fin de 1958, devenant également la première femme à figurer dans les charts. Après leur premier succès, le trio s'est dissous en raison de l'échec de leurs singles de suivi et du fait que Spector préférait travailler dans les coulisses plutôt que sur scène.
Quelques années plus tard, elle a légalement changé son nom en Carol Connors. Elle a co-écrit (avec Ayn Robbins et Bill Conti ) « Gonna Fly Now », la chanson thème du film Rocky, qui lui a valu une nomination aux Oscars. Carol Connors a chanté le thème du film Orca, intitulé "We Are One".
D'autres crédits d'écriture de chansons incluent le hit de 1964 de Rip Chords " Hey Little Cobra ", ainsi que le duo Billy Preston / Syreeta Wright de 1980 " With You I'm Born Again "; la chanson titre de 1994 "For All Mankind" sur le premier album de la chanteuse italienne Guendalina Cariaggi, qui a été utilisée comme chanson thème pour un documentaire produit par Pier Quinto et Lara Cariaggi, sur les légendes du football et la Coupe du monde de football; pour "Madonna in the Mirror", la chanson finale des 15 films d' A&E sur Madonna; et trois chansons - "Condi, Condi", "I Think of You so Affectly" et "Chill, Condi, Chill" - pour Courting Condi (2008).
Connors a également écrit et interprété des chansons pour plusieurs films. Le film de fête sur la plage de 1967 Catalina Caper présente sa chanson "Book of Love" (à ne pas confondre avec la chanson des Monotones ), co-écrite avec Roger Christian, qu'elle a interprétée avec le soutien des Cascades . Elle a co-composé trois chansons pour la bande originale du film Les Aventures de Bernard et Bianca (1977) de Walt Disney Productions : "Tomorrow Is Another Day", "The Journey" et "Someone's Waiting for You". En 1983, Connors a été nommée pour un Golden Raspberry Award, pour la « pire chanson originale » pour « It's Wrong for Me to Love You », de Butterfly, qu'elle a co-composé avec Ennio Morricone .
En 2011, elle a sauté en parachute et a donné un concert pour sensibiliser le public au Wounded Warrior Project.
Une Golden Palm Star sur le Palm Springs Walk of Stars lui a été dédiée en 1999.

## Compositions

### Musiques de films
- 1976 : Rocky : Gonna Fly Now
- 1977 : Les Aventures de Bernard et Bianca (The Rescuers)
- 1977 : Orca : We Are One
- 1977 : À la recherche de Mister Goodbar (Looking for Mr. Goodbar) : Don't Ask to Stay Until Tomorrow
- 1978 : Matilda : When I'm with You, I'm Feelin' Good
- 1979 : De l'or au bout de la piste (Goldengirl) : Slow Down I'll Find You
- 1980 : Fondu au noir (Fade to black) : Heroes
- 1981 : Accroche-toi Nashville (The Night the Lights Went Out in Georgia) : I Need You Strong for Me, It's So Easy
- 1982 : Butterfly : It's Wrong for Me to Love You